# 守護香港大聯盟
守護香港大聯盟（英語：Safeguard HK, Support the Surrender of Fugitive Offenders Legislation），是由親建制派於2019年7月17日成立的支持修訂逃犯條例的組織。該聯盟以「保公義 護香港 撐修例」為口號，並在「護港安全修例大聯署」中收集簽名。其前身為4月16日成立的「萬眾同聲撐修例公義組」及5月10日「保公義撐修例大聯盟」。

## 行動
此聯盟的目標除了借聯署表達對修訂逃犯條例的支持，還希望可以向大眾解釋條例的必要性和法律依據，以增加香港人對條例的信心。截至6月10日，大聯盟表示撐修例聯署共有82.8萬名市民的簽名。截至6月15日，聯署數字已達到93萬。
除了設立網站收集簽名，聯盟亦有擺設街站及流動街站車供市民聯署。聯盟亦於6月9日赴美國駐港領事館，抗議美國干預香港內部事務。同日，大聯盟亦號召了20人在政府總部外集會，並將請願信遞交給保安局副局長區志光。同日亦發生了至少有數十萬人參與的反對修例的遊行。
10月發起「反黑暴，禁蒙面，護家園」網上聯署，説有108萬香港市民簽名。11月8日由黃英豪、莫華倫做代表將簽名交予特首辦。11月10日(星期日)下午2時在港島香港大球場舉行的「愛的周末青葱派對」預計能吸引幾萬人参加。

## 爭議
雖然大聯盟所發起的聯署獲得數十萬個簽名，但是其真確性受到質疑。有網民使用電腦程式監視聯署增長速度，發現其數量平穩地增長﹙每分鐘增加8個簽名﹚，因此質疑聯署是一個「計時器程序」，並非實實在在的簽名。有人亦編寫了程序在一秒內進行一萬個「聯署」，但其展示的聯署數字仍未有反映此變化。
針對此爭議，全國人大代表及工聯會會長吳秋北稱，他們在6月9日已去除2萬多有問題的聯署，至今共去掉13多萬的聯署。他們亦會核實聯署，故他認為聯署數字是真實的，反斥反修例者不斷誇大遊行人數。聯盟官網亦指出他們會以人工及大數據識別並刪除無效的聯署。
根據聯盟官網顯示，聯署人須是有香港身份證的香港居民，參與聯署需填寫姓名及身份證號碼前4個數字。香港中文大學新聞與傳播學院副教授陳志敏則認為聯盟理應沒有方法查證有關資料。
BBC中文網亦就聯署數據委託數據分析公司分析，結果顯示十月份流量中，有約一半流量來自香港外。。
雖然聯署數字受到大眾及媒體質疑，中國政府官員仍多次引用，並聲稱是次聯署反映沉默的大多數。

## 保民生抗修例大聯盟
於6月13日，一班香港網民成立保民生抗修例大聯盟，其名字、口號、標誌等皆與撐修例大聯盟非常類近，亦同時發起反修例聯署。截至6月30日，抗修例大聯盟已收集逾98萬個聯署，超越撐修例大聯盟的數量。
撐修例大聯盟於6月14日譴責抗修例大聯盟抄襲其網頁的設計及源代碼，認為他們意圖誤導公眾。

## 外部連結
- 官方網頁 （页面存档备份，存于）